# Nuoto ai campionati europei di nuoto 2018 - 400 metri stile libero femminili
La gara degli 400 metri stile libero femminili degli Europei 2018 si è svolta il 9 agosto 2018. Al mattino si sono svolte le batterie, mentre la finale si è disputata nel pomeriggio.

## Podio
| Pos.    | Atleta            | Nazione       |
| ------- | ----------------- | ------------- |
| Oro     | Simona Quadarella | Italia        |
| Argento | Ajna Késely       | Ungheria      |
| Bronzo  | Holly Hibbott     | Gran Bretagna |

## Record
Prima della manifestazione il record del mondo (RM), il record europeo (EU) e il record dei campionati (RC) erano i seguenti.
|  | 3'56"46 | Katie Ledecky       | 7 agosto 2016 Rio de Janeiro |
|  | 3'59"15 | Federica Pellegrini | 26 luglio 2009 Roma          |
|  | 4'01"53 | Federica Pellegrini | 24 marzo 2008 Eindhoven      |

Durante la competizione non sono stati migliorati record.

## Risultati

### Batterie
| Pos. | Batteria | Corsia | Atleta              | Nazionalità   | Tempo   | Note |
| ---- | -------- | ------ | ------------------- | ------------- | ------- | ---- |
| 1    | 3        | 5      | Ajna Késely         | Ungheria      | 4'08"77 | Q    |
| 2    | 4        | 5      | Holly Hibbott       | Gran Bretagna | 4'09"41 | Q    |
| 3    | 4        | 4      | Sarah Köhler        | Germania      | 4'09"85 | Q    |
| 4    | 4        | 3      | Simona Quadarella   | Italia        | 4'09"97 | Q    |
| 5    | 4        | 6      | Anna Egorova        | Russia        | 4'10"77 | Q    |
| 6    | 4        | 7      | Julia Hassler       | Liechtenstein | 4'12"03 | Q    |
| 7    | 4        | 2      | Diana Durães        | Portogallo    | 4'12"16 | Q    |
| 8    | 3        | 3      | Eleanor Faulkner    | Gran Bretagna | 4'12"85 | Q    |
| 9    | 3        | 6      | Stefania Pirozzi    | Italia        | 4'13"94 |      |
| 10   | 3        | 4      | Boglárka Kapás      | Ungheria      | 4'14"23 |      |
| 11   | 4        | 8      | Barbora Závadová    | Rep. Ceca     | 4'14"54 |      |
| 12   | 4        | 9      | Helena Bach         | Danimarca     | 4'15"71 |      |
| 13   | 2        | 7      | Irina Krivonogova   | Russia        | 4'16"06 |      |
| 14   | 3        | 7      | Valentine Dumont    | Belgio        | 4'16"75 |      |
| 15   | 2        | 6      | Laura Jensen        | Danimarca     | 4'16"92 |      |
| 16   | 2        | 4      | Beril Böcekler      | Turchia       | 4'17"29 |      |
| 17   | 2        | 3      | Monique Olivier     | Lussemburgo   | 4'18"31 |      |
| 18   | 3        | 8      | Sara Račnik         | Slovenia      | 4'19"17 |      |
| 19   | 3        | 9      | Tamila Holub        | Portogallo    | 4'19"70 |      |
| 20   | 3        | 2      | Isabel Gose         | Germania      | 4'20"12 |      |
| 21   | 2        | 2      | Maria Grandt        | Danimarca     | 4'21"02 |      |
| 22   | 2        | 8      | Aleksandra Polańska | Polonia       | 4'22"02 |      |
| 23   | 4        | 1      | Katja Fain          | Slovenia      | 4'22"27 |      |
| 24   | 3        | 1      | Marlene Kahler      | Austria       | 4'23"70 |      |
| 25   | 2        | 5      | Camille Bouden      | Belgio        | 4'25"26 |      |
| 26   | 4        | 0      | Hanna Eriksson      | Svezia        | 4'25"43 |      |
| 27   | 2        | 1      | Arianna Valloni     | San Marino    | 4'25"57 |      |
| 28   | 3        | 0      | Aleksandra Knop     | Polonia       | 4'27"09 |      |
| 29   | 1        | 3      | Daniela Georges     | Polonia       | 4'27"15 |      |
| 30   | 1        | 4      | Fatima Alkaramova   | Azerbaigian   | 4'27"46 |      |
| 31   | 1        | 5      | Ieva Maļuka         | Lettonia      | 4'29"42 |      |

### Finale
| Pos. | Corsia | Atleta            | Nazionalità   | Tempo   | Note |
| ---- | ------ | ----------------- | ------------- | ------- | ---- |
|      | 6      | Simona Quadarella | Italia        | 4'03"35 |      |
|      | 5      | Ajna Késely       | Ungheria      | 4'03"57 | EJ   |
|      | 4      | Holly Hibbott     | Gran Bretagna | 4'05"01 |      |
| 4    | 2      | Anna Egorova      | Russia        | 4'06"03 |      |
| 5    | 3      | Sarah Köhler      | Germania      | 4'07"68 |      |
| 6    | 7      | Julia Hassler     | Liechtenstein | 4'11"42 |      |
| 7    | 1      | Diana Durães      | Portogallo    | 4'12"41 |      |
| 8    | 8      | Eleanor Faulkner  | Gran Bretagna | 4'15"26 |      |